# Guandi-Tempel von Longxiang
Der Guandi-Tempel von Longxiang (chinesisch 龙香关帝庙, Pinyin Lóngxiāng Guāndì miào, englisch Guandi Temple in Longxiang) ist ein dem Guan Yu (der als Kriegsgott unter dem Namen Guandi verehrt wird) geweihter Tempel im Dorf Longxiang (龙香村) der Gemeinde Diantou (店头乡) des Kreises Xinjiang der chinesischen Provinz Shanxi. Er wurde in der Zeit der Song-Dynastie gegründet. Seine Haupthalle stammt aus der Zeit der Mongolen-Dynastie, weitere Gebäude stammen aus der Zeit der Mandschu-Dynastie.
Der Guandi-Tempel von Longxiang (Longxiang Guandi miao) steht seit 1996 auf der Liste der Denkmäler der Volksrepublik China (6-425).